# Zu Geng
Zu Geng (祖庚), cuyo nombre personal fue Zi Yue, fue un rey de China de la dinastía Shang. Su Capital fue Yin (殷).
Se cree que Zu geng fue devoto del Houmuwu ding, una vasija hecha para sacrificios en la dinastía Shang, Zu geng la mandó hacer en 
memoria de su madre Fu Jing.
El año 12 de su reinado, envió tropas contra el pueblo Rong del oeste, hasta el invierno.
El año 13 de su reinado, los Rong, tras ser derrotados, enviaron emisarios. 
El año 27 de su reinado, nombró príncipes a sus hijos gemelos, Zi Xiao (子嚣) y Zi Liang (子良).
Le sucedió su hermano Zu Jia. 